# Octopoma
Octopoma es un género con diez especies de plantas suculentas perteneciente a la familia Aizoaceae.  Es originario de Sudáfrica.

## Taxonomía
El género fue descrito por  Nicholas Edward Brown, y publicado en The Gardeners' Chronicle & Agricultural Gazette ser. 3. 87: 72. 1930. La especie tipo es: Octopoma octoiuge (L.Bolus) N.E.Br. 

## Especies
- Octopoma abruptum N.E.Br.
- Octopoma calycinum (L.Bolus) L.Bolus
- Octopoma conjunctum (L.Bolus) L.Bolus
- Octopoma connatum (L.Bolus) L.Bolus
- Octopoma inclusum N.E.Br.
- Octopoma octoiuge (L.Bolus) N.E.Br.
- Octopoma quadrisepalum (L.Bolus) H.E.K.Hartmann
- Octopoma rupigenum (L.Bolus) L.Bolus
- Octopoma subglobosum (L.Bolus) L.Bolus
- Octopoma tanquanum Klak
- Octopoma tetrasepalum (L.Bolus) H.E.K.Hartmann